# Współczynnik korelacji rangowo-dwuseryjnej
Współczynnik korelacji rangowo-dwuseryjnej – jedna z miar zależności, współczynnik określający poziom zależności pomiędzy z jednej strony zmienną nominalną (dychotomiczną) oraz z drugiej strony zmienną porządkową. 
Przykład zastosowania: korelacja pomiędzy płcią (zmienna dychotomiczna) a wykształceniem (zmienna porządkowa, gdzie poszczególne wartości to: podstawowe, średnie, wyższe).